# Marta Vilalta
Marta Vilalta i Torres (Torregrosa, 3 de diciembre de 1984) es una periodista y política española, diputada en el Parlamento de Cataluña en la X Legislatura. En febrero de 2016 fue nombrada directora general de Juventud de la Generalidad de Cataluña. En septiembre de 2018 fue nombrada Vicesecretaria General de Estrategia, Entorno y Gestión del Conocimiento de Izquierda Republicana de Cataluña en la remodelación de su ejecutiva.
Licenciada en Periodismo por la Universidad Autónoma de Barcelona, actualmente cursa Ciencias Políticas y de la Administración en la UOC. Ha trabajado, entre otros medios de comunicación, en Radio Tàrrega, diario «Segre» y Televisión de Cataluña. Entre el 2007 y el 2009 fue la jefa de prensa de la federación regional de ERC de Lérida y del 2009 al 2012 trabajó en la Oficina de Comunicación del Departamento de Gobernación y Relaciones Institucionales de la Generalidad de Cataluña. Del 2008 al 2012 fue la jefa de prensa del festival político-musical Acampada Joven.
Militante de ERC desde 2004. Durante su militancia en las Juventudes de ERC fue portavoz de la regional de Ponent (2007-2009), secretaria nacional de comunicación (2011-2013) y candidata de la organización a las elecciones al Parlamento de Cataluña del 2012, en las que fue elegida diputada. En 2015 se presentará a las elecciones al Parlamento de Cataluña como miembro de ERC con la coalición independentista Junts pel Sí. También en 2015 entró a formar parte de la Ejecutiva Nacional de Esquerra Republicana de Catalunya como Secretaria de Entorno y en 2018 fue elegida portavoz de ERC. Miembro, entre otras entidades, de Òmnium Cultural, de Asamblea Nacional Catalana y del Club Esportiu Patí Torregrossa.
Autora del libro La Centralidad, en Juego: Conversación con cinco voces representativas de partidos políticos sobre la búsqueda de la hegemonía en Cataluña.